# ファニーゲーム
『ファニーゲーム』 (Funny Games) は、1997年のオーストリア映画。日本では2001年10月20日、シネカノン配給で公開された。

## 概要
カンヌ映画祭出品時、その凄惨さからヴィム・ヴェンダース監督や批評家、観客がショックのあまり席を立ったと言われる。ロンドンではビデオの発禁運動まで起こった。
暴力的なシーンが意図的に映されないことや、犯人が映画を鑑賞している観客に時折サインを見せたり、語りかけてくるメタフィクション演出なども特徴。メインの音楽はジョン・ゾーンの「Bonehead」と「Hellraiser」だけである。
2008年、ミヒャエル・ハネケ自身がハリウッドリメイクした『ファニーゲーム U.S.A.』が公開。主演はナオミ・ワッツ、ティム・ロス。

## ストーリー
ある夏の午後、ショーバー一家は休暇を過ごすためにレンジローバーでクラシック音楽のクイズをしながら別荘に向かっていた。途中、隣人のベーリンガーと挨拶をかわす。そこには白いシャツと半ズボン、白い手袋を身に着けた2人組の見知らぬ男たちがいた。
別荘につくと妻アンナは夕食の支度に取りかかり、夫ゲオルクと息子ジョージ(ゲオルクJr)は明日のセーリングの準備をはじめる。そこに、ベーリンガーの所にいた2人組の男のうちの1人が、卵がなくなったので譲ってほしいとアンナに話しかけてきた。
アンナはそれを受け入れて卵を渡すが、男は2度も落として割ってしまう。そして3度目の訪問時、態度を見かねたゲオルクに平手打ちを食わされた途端に男の態度は豹変し、近くにあったゴルフクラブでゲオルクの脚を殴り付け、身動きが取れなくなった彼を人質に取って一家を軟禁する。2人は悪びれた態度を微塵も見せず、怯える一家に親しげに話しかけ、くつろぐように家を占領し続けた。
夜になると、2人は一家に「明日の朝まで君たちが生きていられるか賭けをしないか?」と持ち掛ける。「我々は死んでいる方に賭けるから、貴方たちは生きている方に賭けろ」という一方的な殺害予告に一家は困惑するも、2人組の方割れは「あなたは彼らに勝って欲しいんでしょう？」とあらぬ方向に問いかける。
こうして、残酷でおぞましいゲームの幕開けが告げられた。

## キャスト
- スザンヌ・ロタール：アンナ
- ウルリッヒ・ミューエ：ゲオルク
- アルノ・フリッシュ：パウル
- フランク・ギーリング：ペーター

## スタッフ
- 監督・脚本：ミヒャエル・ハネケ
- 製作：ファイト・ハイドゥシュカ
- 撮影：ユルゲン・ユルゲス